# Procesiones religiosas en los Países Bajos
En los Países Bajos, existen procesiones religiosas, cuya tradición es de herencia española, que se remonta al período de la guerra de Flandes.

## Explicación
Una procesión religiosa, es una procesión ceremonial de curas y creyentes en la que se desarrollan distintos actos litúrgicos.
En Limburgo la procesión más conocida recibe el nombre de Brónk y casi todas las ciudades tienen una procesión religiosa propia. 

## Historia
De 1568 a 1648 los Países Bajos estuvieron en guerra con España, la guerra de los Ochenta Años. Los Países Bajos pertenecieron al imperio de Felipe II.

### Relación con España
Una de las procesiones más concurrida en España es la procesión de la Cruz durante la Semana Santa,la cual es una semana antes de la Pascua. Muchos municipios en España tienen procesiones en esa semana. Las procesiones se tratan de la Pasión, muerte y resurrección de Jesús de Nazaret.

### Intención de las procesiones religiosas
Todos los grupos y ciudades tienen una intención propia con las procesiones, pero estas tienen una intención general: una súplica u oración para agradecer a Dios o a un Santo.

## Formas de las procesiones religiosas
- Procesión de Sacramento: Una procesión religiosa, donde el Papa sostiene una hostia en custodia por las calles de una ciudad.
- Procesión Pentecostés: Una procesión durante el Pentecostés
- Procesión de la Cruz: Una procesión durante los días de la Cruz (los tres días antes de la Ascensión)
- Procesión de María: Una procesión para honrar a la Virgen María. Este procesión se desarrolla en muchas ciudades.
- Procesión de St. Servaas: Una procesión de Sacramento de St. Servaas.
- Procesión de St. Rosa: Una procesión de Sacramento para honrar St. Rosa. Esta procesión se desarrolló en Sittard.
- Procesión de Bidweg: Una procesión en el Bidweg (un camino que consiste en las calles de la ruta de la procesión).

## Procesiones en Holanda

### La Pasión
En los Países Bajos hay una procesión especial, que se llama ‘The Passion’ (en español: La Pasión). Es una procesión anual que se celebra desde 2011 el Jueves Santo. La procesión es transmitida por la televisión holandesa. El programa está inspirado por el Manchester Passion transmitido por BBC Three en Reino Unido. The Passion es un musical muy grande. Cada año la organización elige una ciudad holandesa distinta y organiza otro grupo de actores. En 2016 la ciudad fue Amersfoort. En 2017 Alkmaar  será la ciudad. 

### Otros procesiones en los Países Bajos
- Ámsterdam: la procesión silenciosa en Ámsterdam en marzo para la conmemoración del milagro de Ámsterdam de 1345.
- Ámsterdam: el procesión de sacramento en el día de sacramento con el comienzo al Ámsterdamse Onze Lieve Vrouwekerk.
- Azewijn: el primero domingo después del 21 de septiembre (el día de H. Mattheus), el domingo de feria.
- Bergen op Zoom: María Ommegang (el nombre de la procesión)
- Boxmeer: De Boxmeerse Vaart es 14 días después de Pentecostés.
- Boxtel: La procesión de la sangre en el primer domingo después Pentecostés
- Breda: La procesión de Niervaert en el jueves sacramento (el segundo jueves antes Pentecostés)
- Delft: La María de José Ommegang en el primer domingo antes St. Odulfus (12 de junio)
- Duiven: La procesión de sacramento en el último domingo de agosto.
- Eijsden: la procesión el segundo domingo después de Pentecostés.
- Eygelshoven: la procesión en el 24 de junio.
- Gerwen: La procesión de sacramento el domingo antes del día de sacramento de la antigua iglesia católica de St. Clemenskerk, Heuvel 23.
- Grevenbicht: la procesión Pentecostés el lunes de Pentecostés.
- Groessen: La procesión de sacramento, Groessense omdracht el domingo antes Pentecostés.
- Haarlem: La procesión de María de la iglesia de San José (Jansstraat 43) en junio, Onze Lieve Vrouw de Haarlem, Bisdom Haarlem-Ámsterdam
- 's-Hertogenbosch: La procesión silenciosa con la “Zoete Moeder”.
- Holset: la procesión el primer domingo después de Pentecostés.
- Houthem-St-Gerlach: procesión los tres días antes de Ascensión, procesión eucarística en Domingo de Pentecostés.
- Huissen: el Umdracht.
- Kwadendamme: la procession de sacramento en el primer domingo antes del día de sacramento.
- Laren: la procession de St. Jans en el domingo más cercano de 24 de junio.
- Lobith: La procesión de sacramento en el domingo séptimo de Pascua,  el domingo antes Ascensión..
- Luyksgestel: La procesión de sacramento en  el segundo domingo antes Pentecostés.
- Maastricht: la procesión de St. Servaas en el domingo después de la fiesta de St. H. Servatius.
- Maastricht: el impulso santuario (septenal: 1997, 2004, 2011, etcétera en junio).
- Maastricht: la procesión de la Iglesia de nuestra Señora a la imagen milagrosa Sterre der Zee (una denominación para María en Maastricht), de la Iglesia de los Hermanos Menores el lunes de Pascua.
- Meerssen: la procesión sacramental de Corpus Christi de la basílica del H. Sacramento.
- Megchelen: La procesión del sacramento en el segundo domingo antes Pentecostés (celebración día de sacramento).
- Neer: procesión de María.
- Netterden: Procesión del sacramento en el primer domingo después del Pentecostés (Domingo de la Trinidad); una feria local
- Nunhem: la procesión de Sint Servaas en Nunhem en Roermond el domingo antes de Ascensión.
- Nuth: una procesión del sacramento.
- Oud Zevenaar: Procesión del sacramento en el tercero Domingo de junio.
- Overdinkel la procesión de St. Gerardus Majella.
- Sint Geertruid: la procesión desde la primera mitad del siglo XVII en el cuarto domingo después de Pentecostés.
- Sittard: la procesión de St. Rosa desde 1667 en el último domingo de agosto.
- Schimmert: la procesión del sacramento en el primer domingo después de Pentecostés.
- Tegelen: la procesión del sacramento en el segundo domingo después de Pentecostés (celebración del Corpus Christi)
- Valkenswaard: El Procesión Handelse a Handel en la penúltima semana de junio.
- Venray: la procesión del sacramento.
- Wehe-den Hoorn a Bedroefde Moeder van Warfhuizen: hermandad de Nuestra Señora del Jadin privado. Debido al clima ventoso en la provincia Groningen se hace solo con pancartas y cruces. En la víspera del Domingo de Ramos Procesión de los jóvenes de la diócesis de Groninga-Leeuwarden.

- Datos: Q24960955